# Fernand de Mély
Fernand Marie Charles Dusaussay de Mély, né à Nogent-sur-Seine le 12 octobre 1851 et mort à Paris le 25 mars 1935, est un archéologue, écrivain, critique d'art et collectionneur français, maire du Mesnil-Germain (Calvados) de 1881 à 1934 (53 ans).

## Biographie
Il a étudié la philologie et l'histoire de l'art du Moyen Âge sous la direction d'Anatole de Montaiglon. Il est membre de la Société archéologique d'Eure-et-Loir en 1880. Il devient membre de la Société de l'histoire de France en 1886. Il a été élu membre résidant de la Société nationale des antiquaires de France, en 1903.
Il a publié de nombreux articles dans le Bulletin de l'Académie des inscriptions, dans les mémoires de la fondation Eugène Piot, dans la Revue de l'art chrétien, dans le Bulletin monumental, dans la Revue archéologique, dans la Revue de l'art, la Gazette des beaux-arts. Il a consacré un grand nombre d'études aux trésors des églises et des musées, sur les pierres précieuses, les objets d'orfévrerie, les ivoires, les tapisseries, les peintures, les sculptures, les miniatures, sur la liturgie, l'iconographie.
En 1913, il s'est tourné vers les miniaturistes dans Les Primitifs et leurs signatures dont il avait publié un premier article dans la Revue archéologique en 1911. Il a publié dix ans plus tard un second article qui complète le premier et donne un aperçu sur ses recherches sur les monuments anciens et les artistes qui y travaillent : Nos vieilles cathédrales et leurs maîtres d'œuvre.

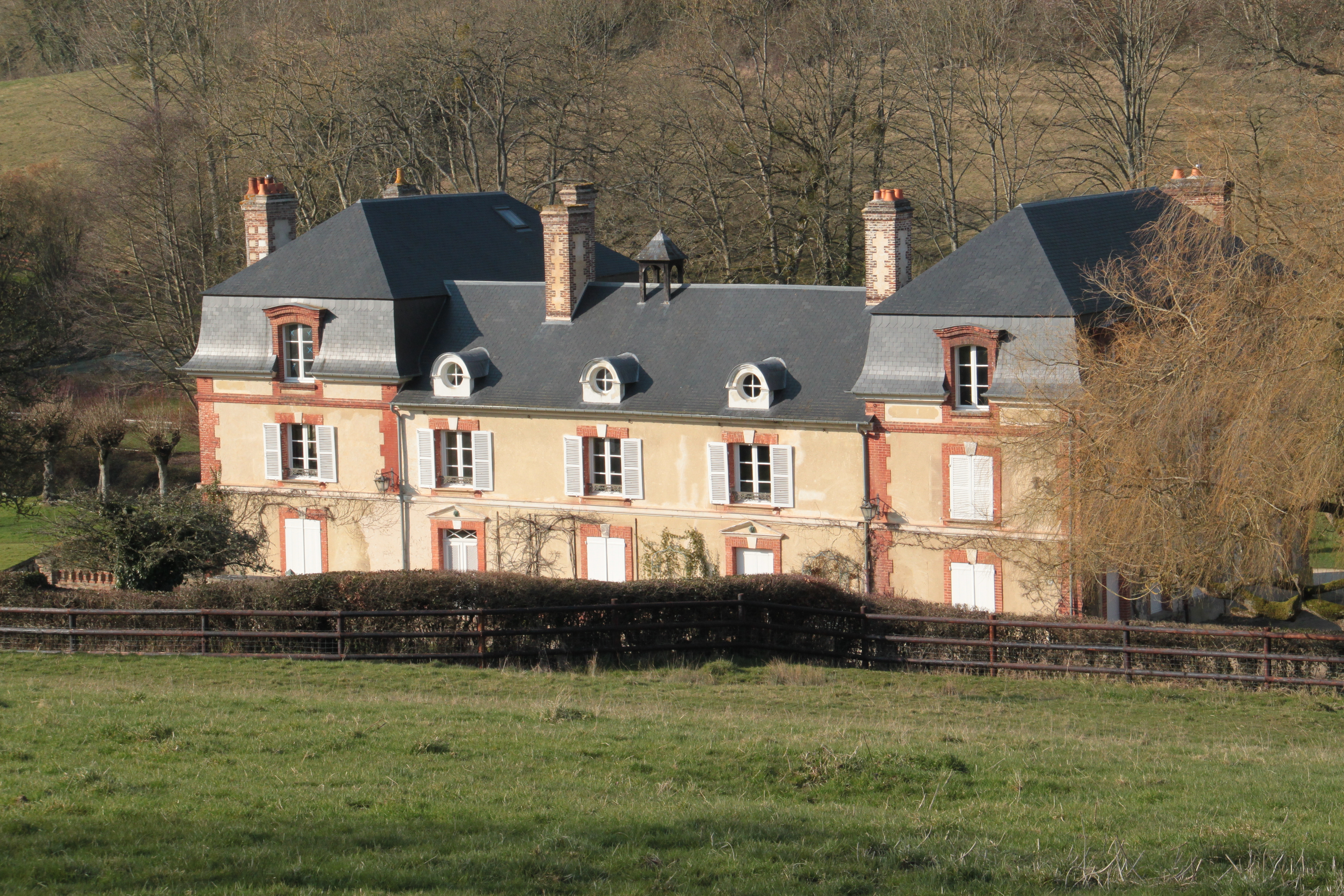
Le manoir du Mesnil-Germain.

La famille Dussaussay de Mély fut longtemps propriétaire du manoir du Mesnil-Germain ou « château de Mesly » ou « de Mély », construit au XVIIIe siècle.
Fernand de Mély avait constitué une volumineuse bibliothèque composée de plusieurs milliers d'ouvrages, dont des éditions très rares. En 1953, sa fille Yvonne fait don d'une partie de ces œuvres à la bibliothèque municipale de Livarot.

## Récompenses
- Prix Jules-Janin, en 1902, de l'Académie française pour Les lapidaires grecs[4].
- Prix Montyon, en 1928, de l'Académie française pour Les dieux ne sont pas morts[4].
- Prix Saintour, en 1902, de l'Académie des inscriptions et belles-lettres[5].

## Distinction
- Chevalier de la Légion d'honneur, en 1924[6].

## Hommage

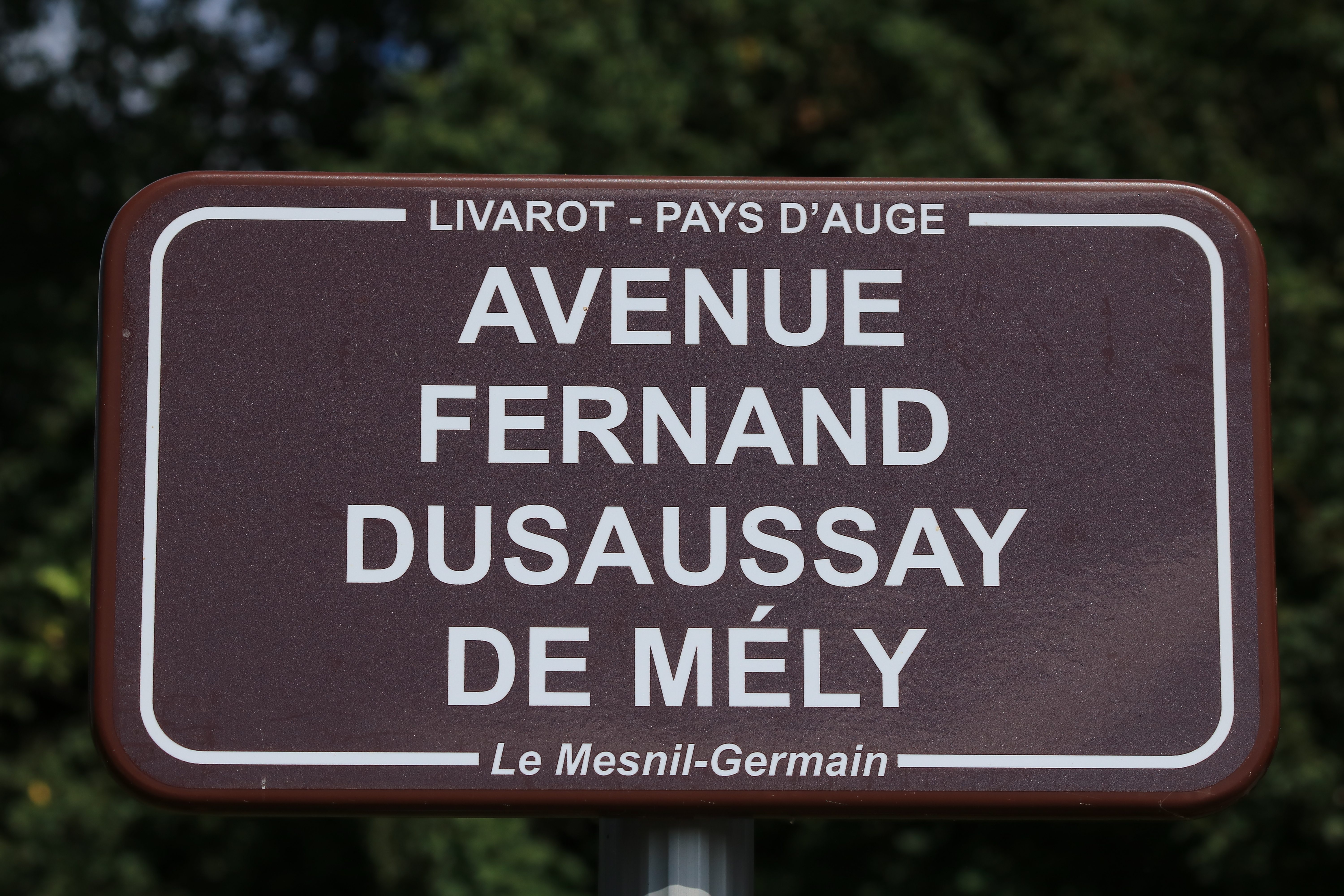

Une avenue du Mesnil-Germain, passant par le manoir dont il fut propriétaire, porte son nom.

## Publications
- Sur la base Persée : 53 contributions de 1888 à 1925.
- « Le chef de Saint-Tugdal à Chartres », dans Bulletin monumental, 1885, 6e série, t. I, p. 584-590 (lire en ligne).
- Le Trésor de Chartres. 1310-1793, Paris, Alphonse Picard éditeur, 1886 (lire en ligne).
- « La crosse dite de Ragenfroid », dans Gazette archéologique, 1888 (lire en ligne).
- « Étude sur la marjolique italienne », dans Réunion des sociétés savantes des départements à la Sorbonne. Section des beaux-arts, 1889, p. 269-274 (lire en ligne).
- Jehan Soulas au Louvre et à la cathédrale de Chartres, typographie E. Plon, Nourrit et Cie, Paris, 1889 (lire en ligne).
- « Les reliques du Lait de la Vierge et la Galactite », dans Revue archéologique, 1890, p. 103-116 (lire en ligne).
- avec Edmund Bishop, Bibliographie générale des inventaires imprimés, t. I, France & Angleterre, Paris, Ernest Leroux, 1892 lire en ligne) ; 1894, t. II, fascicule 1 (lire en ligne) ; 1894, table (lire en ligne).
- Les Lapidaires de l'Antiquité et du Moyen Âge, Paris, Ernest Leroux t. I, Les Lapidaires chinois ; t. II, Les Lapidaires grecs, texte, premier fascicule ; t. II, Les lapidaires grecs, texte, deuxième fascicule ; t. III, Les Lapidaires grecs, traduction, premier fascicule.
- « L'émeraude de Bajazet II et la médaille du Christ d'Innocent VIII », dans Gazette des beaux-arts, 1898, p. 487-493 (lire en ligne).
- « Le coffret de Saint-Nazaire de Milan et le Manuscrit de l'Iliade de l'Ambrosienne », dans Monuments et mémoires de la Fondation Eugène Piot, 1900, t. VII, fascicule 1, p. 65-78 (lire en ligne).
- Exuviæ sacræ constantinopolitanæ. La croix des premiers croisés. La sainte lance. La sainte couronne, Paris, Ernest Leroux éditeur, 1904 (lire en ligne).
- « La dorure sur céramique et l'émail de Jehan Fouquet au Louvre », dans Gazette des beaux-arts, 1905, p. 281-287 (lire en ligne).
- « L'autel d'Avenas (Rhône) et le chronogramme de son inscription », dans Revue archéologique, 1908, p. 254-264 (lire en ligne).
- « Signatures de Primitifs. La tradition du IXe au XIVe siècle », dans Revue archéologique, 1911, p. 67-98 (lire en ligne).
- Les Primitifs et leurs signatures. Les miniaturistes, Paris, Librairie Paul Geuthner, 1913 (lire en ligne).
- « Signatures de Primitifs. Le peintre Johannes Gallicus à Brunswick (1246) et la danse de Salomé », dans Revue archéologique, 1914, p. 349-378 (lire en ligne).
- « Nos vieilles basiliques et leurs maîtres d'œuvre », dans Comptes rendus des séances de l'Académie des Inscriptions et Belles-Lettres, 1919, 63e année, no 5, p. 424-432 (lire en ligne).
- « Nos vieilles cathédrales et leurs maîtres d'œuvre », dans Revue archéologique, 1920 (lire en ligne).
- « Le retable des Van Eyck et les pierres gravées talismaniques », dans Revue archéologique, 1921, p. 33-48 (lire en ligne).
- « Les deux Vierges de Toulouse et leur légende », dans Gazette des beaux-arts, 1922, p. 88-96 (lire en ligne).
- « Signatures de primitifs (XIe – XIIe siècles). De Cluny à Compostelle », dans Gazette des beaux-arts, 1924, p. 1-24 (lire en ligne).
- « De Périgueux au Fleuve jaune. La tuile d'Abgare et l'orfèvre Boucher », dans La Renaissance de l'art français et des industries de luxe, mai 1926, p. 261-271 (lire en ligne).
- La Sainte Couronne d'épines à Notre-Dame de Paris, Paris, Libraire Ernest Leroux, 1927 (lire en ligne).
- Les dieux ne sont pas morts, Paris, Libraire Ernest Leroux, 1927  — Semi-autobiographique et largement illustré, essentiellement consacré à la symbolique mythologique et religieuse (recension en ligne).
- « De Kaboul au Yucatan. L'art précolombien au Mexique », dans Gazette des beaux-arts, 1929, p. 312-334 (lire en ligne).